# 2012 en Ontario
Chronologie de l'Ontario
- 2008
- 2009
- 2010
- 2011
- 2012
- 2013
- 2014
- 2015
- 2016

Cette page concerne des événements d'actualité qui se sont produits durant l'année 2012 dans la province canadienne de l'Ontario.

## Politique
- Premier ministre : Dalton McGuinty du parti libéral de l'Ontario
- Chef de l'Opposition : Tim Hudak
- Lieutenant-gouverneur : David Onley
- Législature : 40e

## Événements

### Janvier
- Jeudi 19 janvier : début de la série télévisée Les Bleus de Ramville entre en ondes à TFO. C'est la quatrième téléroman franco-ontarien, après le premier feuilleton télévisé FranCœur en 2003, le deuxième téléroman Pointe-aux-chimères en 2007, et la troisième téléroman Météo+ en 2008.

### Février
- Mardi 7 février : 11 personnes, incluant 10 travailleurs immigrants du Pérou, sont décédés lors d'une collision entre une fourgonnette et un camion près de Stratford[1];
- Dimanche 26 février : trois employés de Via Rail sont décédés lors d'un déraillement de train près de Burlington[2].

### Octobre
- Lundi 15 octobre : le premier ministre, Dalton McGuinty, annonce qu'il démissionne du poste de chef du parti libéral, donc de premier ministre, pour redevenir un simple député. Il proroge également le parlement[3],[4].

## Décès
- 10 janvier : Jean Pigott (en), homme d'affaires et député de la circonscription fédérale de Ottawa—Carleton (1976-1979).
- 23 septembre : Sam Sniderman, homme d'affaires et fondateur de la firme Sam the Record Man (° 15 juin 1920).
- 30 septembre : Barbara Ann Scott, patineuse artistique (° 9 mai 1928).
- 19 octobre : Lincoln Alexander, 24e lieutenant-gouverneur de l'Ontario (° 21 janvier 1922).